# Matías Ariel Fernández Fernández
Matías Ariel Fernández Fernández (15 de maig del 1986, Buenos Aires, Argentina) és un futbolista xilè que actualment juga al Deportes La Serena. Matías destaca com a regatejador, assistent i llançador de tirs lliures.

## Biografia
De pare xilè i mare argentina, nasqué a la localitat de Merlo, Argentina, on va viure 4 anys, per a després emigrar a Xile. A aquesta edat se'n va anar a viure a La Calera, on va rebre el sobrenom de Pelusa. El Pelusa tingué un problema a la columna als 17 anys que quasi el deixa fora del futbol professional. Els seus primers passos en el futbol els donà en l'equip local d'Unión La Calera, on jugà fins a emigrar a Colo-Colo.
Als 12 anys se'n va anar a provar a la divisió cadets de Colo-Colo, on demostrà un gran domini amb el baló. Debutà en el primer equip l'1 d'agost de 2004, entrant des de la banca, en un partit en què el Colo-Colo jugava contra la Universidad de Chile. A la setmana començà a convertir gols, i els seus primers 2 gols els convertí davant del Cobresal.
En aquest, el seu primer torneig (Clausura 2004) totalitzà vuit gols i fou elegit el "jugador revelació" i la millor "aportació jove". Jugà 1.465 minuts en 21 partits i fou el màxim artiller de l'equip colocolí dirigit per Ricardo Dabrowski. En el 2006, Matías Fernández fou campió amb Colo-Colo disputant la final amb el seu rival, la Universitat de Xile.
Després de les seves actuacions en el campionat xilè i en la Copa Sudamericana, el Vila-real CF es va fer amb els serveis per 9 milions d'euros, transferència que es concretà amb la partida de Matías a Espanya el 28 de desembre de 2006.
Dos dies després de la seva arribada a Espanya, el 30 de desembre de 2006 es confirma que fou elegit pels periodistes especialitzats de Sud-amèrica com el Futbolista sud-americà de l'any, superant per 9 votsRodrigo Palacio, arribant així a ser el tercer xilè en obtenir el premi, i el primer en a fer-ho jugant a un club del país.
El debut de Matías Fernández amb la samarreta del Vila-real fou el 7 de gener de 2007, en la derrota del seu equip davant el seu gran rival, el València, per 0-1. El 29 d'abril de 2007, aconsegueix el desitjat gol en la lliga espanyola, davant el Gimnàstic de Tarragona.

## Internacional
Ha participat amb la selecció Sub-20 en el Sud-americà de Colòmbia i la Copa Mundial de Futbol Juvenil de 2005, realitzada en els Països Baixos, on fou una de les peces principals de La Roja. Amb la selecció adulta ha participat en un amistós contra el Perú i en l'últim partit de les classificatòries a la Copa Mundial de Futbol de 2006, contra l'Equador, ingressant per Luis Jiménez. També en el 2006, Mati jugà contra Colòmbia en un amistós. Encara que Xile va perdre per 2-1. Porta quatre gols per la seva selecció, dos d'ells contra el Perú en la Copa del Pacífic i una diana davant la selecció de Veneçuela, en un partit amistós. En les classificatòries a Sud-àfrica 2010 va fer el segon gol de Xile front a Perú.

## Clubs
Després de ser pretés per una infinitat de clubs, entre els quals destaca el Dinamo de Kíev, i el Chelsea Football Club, Matías fou venut al Vila-real CF per la suma de 9 milions de dòlars. Matías es va unir a les files del seu nou equip el 28 de desembre de 2006, en una presentació amb molta assistència pública en l'Estadi de el Madrigal.

## Palmarès

### Campionats nacionals
| Títol            | Club      | País | Any  |
| ---------------- | --------- | ---- | ---- |
| Torneig Apertura | Colo-Colo | Xile | 2006 |
| Torneig Clausura | Colo-Colo | Xile | 2006 |

### Distincions individuals
| Distinció                       | Any  |
| ------------------------------- | ---- |
| Futbolista sud-americà de l'any | 2006 |
| Futbolista de l'any a Xile      | 2006 |